# Імуносцинтиграфія
Імуносцинтиграфія — метод радіонуклідної діагностики, який базується на візуалізації пухлин та їх метастазів з використанням моноклональних антитіл, мічених радіонуклідами, як радіофармпрепаратів (РФП) завдяки специфічній взаємодії мічених радіонуклідами моноклональних антитіл або їх фрагментів з відповідними антигенами пухлинної клітини. Це дає змогу візуалізувати пухлину як осередок гіперфіксації імунорадіофармацевтичного препарату і робити диференціальну діагностика з доброякісними пухлинами та непухлинними процесами.

## Моноклональні антитіла
Моноклональними називають антитіла, які виробляються одним клоном клітин, котрі походять з однієї материнської клітини. На відміну від поліклональних, моноклональні антитіла мають молекулярну ідентичність та моноспецифічність, тобто взаємодіють тільки з певною антигенною детермінантою. Моноклональні антитіла завдяки своїй унікальній специфічності мають більш високий коефіцієнт зв'язку радіоактивності з пухлиною, ніж з сусідніми тканинами. Це дає можливість візуалізувати пухлину за допомогою сцинтиграфії або однофотонної емісійної комп'ютерної томографії (ОФЕКТ).

## Імунорадіофармацевтичні препарати
Моноклональні антитіла, які використовують для імунодетекції, належать до імуноглобулінів класу G. Містять 2 важких (Н) та 2 легких (L) пептидних ланцюжки, які з'єднані між собою дисульфідними місточками. Внаслідок ферментативного розщеплення утворюються 2 Fab-фрагменти (antigen-binding fragment — фрагмент, що зв'язується з антигеном) та Fc-фрагмент. Fab-фрагмент містить антигензв'язуючу ділянку молекули, Fc-фрагмент являє собою залишкову частину молекули, його назва пов'язана зі здатністю до кристалізації. Молекула може розщеплюватись на 2 фрагменти: F(ab’)2- та Fc-фрагменти, де F(ab’)2 — фрагмент, що еквівалентний двом фрагментам Fab.
Для імуносцинтиграфії перевагу надають не цілим молекулам, а F(ab’)2- або Fab-фрагментам. Ціла молекула метаболізується в печінці та ретикулоендотеліальній системі, тоді як Fab-фрагменти виділяються нирками. Оскільки Fab-фрагменти моновалентні, вони зв'язуються з антигенами слабше, ніж інтактний бівалентний імуноглобулін. У F(ab’)2-фрагментів зберігається авідність бівалентного імуноглобуліну за відсутності імуногенності Fc-фрагмента. У разі використання F(ab’)2-фрагментів зв'язок радіоактивності в системі пухлина-фон вищий, ніж за використання цілих молекул. Цілі молекули імуноглобулінів можуть взаємодіяти з Fc-рецепторами клітин людини та призводити до хибнопозитивних результатів, чого не буває в разі застосування фрагментів. Крім того, фрагменти моноклональних антитіл глибше проникають у пухлину, ніж інтактні молекули.